# Lau Lauritzen młodszy
Lau Lauritzen młodszy (ur. 26 czerwca 1910 w Vejle, zm. 12 maja 1977 w Kopenhadze) – duński aktor, reżyser, scenarzysta i producent filmowy.
Syn reżysera i aktora kina niemego Lau Lauritzena starszego. Był współzałożycielem wytwórni filmowej ASA Film i sprawował funkcję jej dyrektora artystycznego (1937-1945), a następnie administracyjnego (1945-1964).
Zdobył główną nagrodę na pierwszym w historii MFF w Cannes za wyreżyserowany wspólnie z Bodil Ipsen dramat wojenny Czerwone łąki (1945). W roli głównej wystąpiła w nim jego żona Lisbeth Movin. 
Filmy Lauritzena z lat 40. i 50., najczęściej współtworzone z Bodil Ipsen, czterokrotnie wyróżnione zostały Nagrodą Bodil dla najlepszego duńskiego filmu roku. Rekord ten pobity został dopiero przez Larsa von Triera na początku XXI wieku.